# Giannetto Cavasola
Giannetto Cavasola (Pecetto Torinese, 11 dicembre 1840 – Roma, 27 marzo 1922) è stato un politico italiano.

## Biografia
Nacque da Pietro Leone Cavasola ed Eletta Castellario. Il padre si era trasferito da Finale Ligure (sede per secoli della famiglia Cavasola) a Pecetto Torinese per esercitare la medicina, perciò Giannetto compì gli studi a Torino, laureandosi in legge nel 1861. Entrò poco dopo per concorso nel Ministero della Marina da cui passò al Ministero dell'Interno, dove rimase sino alla nomina, firmata da Camillo Cavour, a caposezione. Passò quindi ad incarichi nelle amministrazioni provinciali, come Sottoprefetto di Nuoro e di Viterbo e come Consigliere Delegato a Napoli, dove meritò la medaglia d'argento al valor civile in occasione del terremoto di Casamicciola del 1883 e del colera dell'anno successivo. Fu promosso prefetto di Potenza e successivamente Foggia, Catania, Alessandria, Roma, Palermo, Modena, Torino e Napoli. 
Fu un collaboratore del Corriere della Sera e dell'Illustrazione Italiana e nel 1878 pubblicò un libretto per propugnare un ruolo attivo dello Stato a difesa degli emigranti.
Il 30 agosto del 1900 diventò Direttore Generale dell'Amministrazione Civile e l'11 novembre entrò a far parte del Senato, di cui divenne in seguito vicepresidente. 
Il necrologio, che occupa gran parte della prima pagina del Corriere della Sera del 28/3/22, così commenta la sua attività politica: Oratore chiaro e persuasivo fu assai ascoltato in Senato per la forza delle sue argomentazioni, riuscendo così ad esercitare un'influenza rimarchevole nell'opera legislativa. Uno dei suoi più importanti discorsi fu quello pronunciato in Senato nel 1904 in favore dello sviluppo agricolo del Mezzogiorno. Il presidente del Senato volle che a spese del Senato quel discorso fosse stampato e distribuito a tutti i deputati, i senatori ed i sindaci dei comuni meridionali. In seguito il Cavasola si occupò della legge forestale, di quella sui bacini idrografici montani e delle bonifiche. Fu relatore della legge sulla Basilicata, facendo accogliere il principio di utilizzare la rete stradale per il trasporto pubblico nelle aree in cui le ferrovie erano carenti. Presentò di sua iniziativa e fece approvare la legge per la prevenzione e la cura della pellagra e promosse un disegno di legge contro la malaria. Come presidente della commissione d'inchiesta per l'industria serica e bacologica dettò la relazione che servì di base ai provvedimenti adottati per attenuare la crisi di quelle industrie. 

Nella sua attività, di prefetto prima e di senatore poi, lavorò intensamente per lo sviluppo industriale delle regioni meridionali. La motivazione morale di questo impegno, tuttora molto attuale, è illustrata nel discorso in Senato del 3 luglio 1902: 
(Giannetto Cavasola, 1902)
Nel marzo 1914 Antonio Salandra chiamò Giannetto Cavasola a reggere il Ministero dell'agricoltura, dell'industria e del commercio. Così prosegue il giudizio del Corriere: «L'esordio dell'On. Cavasola come ministro si ebbe con l'emanazione di una legge speciale per la Sardegna e con la presentazione del vasto ed importante progetto di riforma del contratto di lavoro agrario; la sua opera si manifestò poi particolarmente provvidenziale ed illuminata con le misure contingenti adottate poco prima della nostra guerra, per fronteggiare la grave crisi dell'esportazione e dell'importazione originata dal conflitto europeo. Ma problemi ben più formidabili, sorti con la guerra, egli fu poi chiamato a risolvere… si rese altamente benemerito, tra l'altro, allorché si trattò di rimediare d'urgenza alle conseguenze, che in un certo momento si profilarono particolarmente minacciose, pel mancato trasporto del grano».
Le commemorazioni di Giannetto Cavasola diedero grande risalto, ben al di là dei toni di circostanza, non solo alla sua figura di pubblico amministratore intelligente e competente e d'uomo politico imparziale ma molto di più al suo nobile carattere di galantuomo. Come scrissero alla vedova 157 senatori: «Chiunque conobbe Giannetto Cavasola, o nella vita pubblica o nella vita privata, non poté non ammirare in lui, né potrà dimenticare, la finezza e la profondità dell'ingegno, la rettitudine squisita dell'anima, la lealtà costante delle intenzioni, il coraggio imperterrito nell'adempimento di ogni dovere, la probità scrupolosa, la dignità senza alterigia, la semplicità nobile, la cordialità riguardosa, la devozione alle più alte idealità, pur in mezzo alle occupazioni pratiche».

## Opere
- L'emigrazione e l'ingerenza dello stato, memoria premiata dalla regia accademia di scienze, lettere e arti in Modena nel concorso 1876-1877, Modena, Società Tipografica, 1878, pp. 51.
- Provvedimenti per l'assetto del comune di Napoli, Roma, Forzani e c. tipografi del senato, 1902.
- Sull'approvvigionamento del grano, Roma, Tipografia della camera dei deputati, 1915.
- Sull'azione economica durante la guerra, Roma, tipografia della camera dei deputati, 1916.
- Seconda relazione sommaria sull'applicazione…dei provvedimenti a favore della Sardegna, Roma, Tipografia della camera dei deputati, 1916.